# Liga Nacional de Baloncesto Profesional de México 2014-2015
La Temporada 2014-2015 de la LNBP fue la decimoquinta edición de la Liga Nacional de Baloncesto Profesional de México.
La temporada inició el 25 de septiembre de 2014, siendo el primer juego el "Clásico Veracruzano" entre Halcones Rojos Veracruz y Halcones Xalapa, partido que se realizó en el Auditorio "Benito Juárez", la casa del campeón.
Fueron 40 los partidos de fase regular para cada uno de los 14 equipos participantes, es decir, 20 de local y 20 más de visitante. Hubo equipos que jugaron tres veces entre sí y otros más cuatro juegos.
En total fueron 22 semanas de competencia regular con dos juegos por semana. El período fue del 25 de septiembre de 2014 al 26 de febrero de 2015. Asimismo, los equipos tuvieron dos jornadas de descanso.
La postemporada se desarrolló del 28 de febrero al 7 de abril de 2015, en donde calificaron los 8 mejores equipos de la tabla general, a eliminación directa abriendo en casa el mejor calificado.

## Eventos destacados
- Se retiraron de la liga los Ángeles Guerreros de Acapulco, los Lechugueros de León y los Toros de Nuevo Laredo.
- Tuvieron su primera participación en el circuito los Jefes Fuerza Lagunera y los Titánicos de León.
- Reingresaron al circuito los Barreteros de Zacatecas.
- La Liga acordó que hubiese una semana de descanso para dar paso a los Juegos Centroamericanos y del Caribe Veracruz 2014, la cual fue del 23 al 29 de noviembre, esto con la finalidad de no interferir en el desempeño de las selecciones nacionales, en donde hubo jugadores tanto de México como de extranjeros con sus respectivos países.
- Los Halcones Rojos Veracruz, los Pioneros de Quintana Roo y la Fuerza Regia de Monterrey participaron en la Liga de las Américas 2015. Los campeones de la LNBP 2013-2014, Halcones Rojos, formaron parte del "Grupo C" celebrado en la ciudad de Corrientes, Argentina, mientras que los subcampeones, Pioneros, lo hicieron en el "Grupo B" en donde fungieron como locales en el Poliforum Benito Juárez de Cancún, Quintana Roo. Finalmente Fuerza Regia jugó en la ciudad de São José dos Campos, Brasil al formar parte del "Grupo A".[2]
- Los Halcones Rojos Veracruz y los Pioneros de Quintana Roo clasificaron a las semifinales de la Liga de las Américas 2015. Los Halcones Rojos formaron parte del "Grupo F" celebrado en la ciudad de Mar del Plata, Argentina, mientras que los Pioneros lo hicieron en el "Grupo E" en donde fungieron como locales en el Poliforum Benito Juárez de Cancún, Quintana Roo.[3][4]
- Los Pioneros de Quintana Roo clasificaron al Final Four de la Liga de las Américas 2015.[5]
- Los Pioneros de Quintana Roo salieron subcampeones de la Liga de las Américas 2015.[6][7]

## Campeón de Liga
El Campeonato de la LNBP lo obtuvieron los Soles de Mexicali, los cuales derrotaron en la Serie Final a los Pioneros de Quintana Roo por 4 juegos a 1, coronándose el equipo cachanilla en calidad de local en el Auditorio del Estado de Mexicali, Baja California.

## Equipos participantes
| Liga Nacional de Baloncesto Profesional de México 2014-2015 |                  |                                |               |                                          |           |
| Equipo                                                      | Entrenador       | Ciudad                         | Miembro desde | Pabellón                                 | Capacidad |
| Abejas de Guanajuato                                        | Armando Acosta   | Guanajuato, Guanajuato         | 2009-2010     | Auditorio Municipal La Yerbabuena        | 2,100     |
| Barreteros de Zacatecas                                     | Alejandro Rivera | Zacatecas, Zacatecas           | 2004          | Gimnasio "Profesor Marcelino González"   | 3,500     |
| Correcaminos UAT Victoria                                   | Luis Demara      | Ciudad Victoria, Tamaulipas    | 2000          | Gimnasio Multidisciplinario UAT Victoria | 3,500     |
| Fuerza Regia de Monterrey                                   | Juan Cardona     | Monterrey, Nuevo León          | 2001          | Gimnasio Nuevo León Unido                | 5,000     |
| Gansos Salvajes de la UIC                                   | Luis García      | México, D. F.                  | 2012-2013     | Domo de la UIC                           | 3,000     |
| Gigantes del Estado de México                               | Jorge Toussaint  | Toluca, Estado de México       | 2012-2013     | Gimnasio Juan Fernández Albarrán         | 5,000     |
| Halcones Rojos Veracruz                                     | Eddie Casiano    | Veracruz, Veracruz             | 2005          | Auditorio "Benito Juárez"                | 3,466     |
| Halcones Xalapa                                             | José Martínez    | Xalapa, Veracruz               | 2003          | Gimnasio de la USBI                      | 2,789     |
| Huracanes de Tampico                                        | Lluís Pino       | Tampico, Tamaulipas            | 2009-2010     | Expo Tampico                             | 4,200     |
| Jefes Fuerza Lagunera                                       | Daniel Jaule     | Torreón, Coahuila              | 2014-2015     | Auditorio Municipal de Torreón           | 4,363     |
| Panteras de Aguascalientes                                  | Tomás Canizález  | Aguascalientes, Aguascalientes | 2003          | Gimnasio "Hermanos Carreón"              | 3,000     |
| Pioneros de Quintana Roo                                    | Manolo Cintrón   | Cancún, Quintana Roo           | 2006          | Poliforum Benito Juárez                  | 5,300     |
| Soles de Mexicali                                           | Iván Déniz       | Mexicali, Baja California      | 2005          | Auditorio del Estado                     | 4,426     |
| Titánicos de León                                           | Alfred Julbe     | León, Guanajuato               | 2014-2015     | Domo de la Feria                         | 4,463     |

## Clasificación
- Actualizadas las clasificaciones al 26 de febrero de 2015. [9]

JJ = Juegos Jugados, JG = Juegos Ganados, JP = Juegos Perdidos, Ptos. = Puntos Obtenidos = (JGx2)+(JP), PF= Puntos a favor, PC = Puntos en contra, Dif. = Diferencia entre Ptos. a favor y en contra, JV = Juegos de Ventaja
| Clasificación General         |    |    |    |      |      |      |       |    |
| Equipo                        | JJ | JG | JP | PF   | PC   | Dif. | Ptos. | JV |
| Halcones Rojos Veracruz       | 40 | 32 | 8  | 3605 | 3236 | 369  | 72    | -- |
| Pioneros de Quintana Roo      | 40 | 31 | 9  | 3658 | 3274 | 384  | 71    | 1  |
| Halcones Xalapa               | 40 | 30 | 10 | 3575 | 3180 | 395  | 70    | 2  |
| Soles de Mexicali             | 40 | 30 | 10 | 3511 | 3225 | 286  | 70    | 2  |
| Fuerza Regia de Monterrey     | 40 | 22 | 18 | 3527 | 3433 | 94   | 62    | 10 |
| Huracanes de Tampico          | 40 | 20 | 20 | 3353 | 3313 | 40   | 60    | 12 |
| Jefes Fuerza Lagunera         | 40 | 20 | 20 | 3680 | 3767 | -87  | 60    | 12 |
| Gigantes del Estado de México | 40 | 19 | 21 | 3281 | 3317 | -36  | 59    | 13 |
| Abejas de Guanajuato          | 40 | 20 | 20 | 3417 | 3363 | 54   | 59    | 12 |
| Titánicos de León             | 40 | 16 | 24 | 3409 | 3442 | -33  | 55    | 16 |
| Panteras de Aguascalientes    | 40 | 14 | 26 | 3269 | 3565 | -296 | 54    | 18 |
| Correcaminos UAT Victoria     | 40 | 11 | 29 | 3222 | 3456 | -234 | 50    | 21 |
| Gansos Salvajes de la UIC     | 40 | 9  | 31 | 3309 | 3789 | -480 | 49    | 23 |
| Barreteros de Zacatecas       | 40 | 6  | 34 | 3060 | 3516 | -456 | 45    | 26 |

| Clasificado a los playoffs |

| Eliminado de los playoffs |

## Juego de Estrellas
El XVII Juego de las Estrellas de la LNBP se realizó el viernes 8 de febrero de 2015, en el Gimnasio Nuevo León Unido de Monterrey, Nuevo León, casa de la Fuerza Regia de Monterrey. La Selección de Jugadores Mexicanos se impuso a la de Extranjeros por 124 a 120. Román Martínez de los Soles de Mexicali ganó el concurso de Tiros de 3, mientras que P. J. Reyes de la Fuerza Regia de Monterrey ganó el concurso de Clavadas, así como la designación del Jugador Más Valioso del partido.

### Rosters
A continuación se muestran los Rosters tanto de los Jugadores Nacionales como de los Extranjeros que tomaron parte en el Juego de Estrellas.
| Número | Jugador        | Equipo                    |
| ------ | -------------- | ------------------------- |
| 1      | Arim Solares   | Huracanes de Tampico      |
| 2      | Paul Stoll     | Halcones Rojos Veracruz   |
| 4      | Omar Quintero  | Huracanes de Tampico      |
| 5      | Brody Angley   | Pioneros de Quintana Roo  |
| 6      | Román Martínez | Soles de Mexicali         |
| 7      | Marco Ramos    | Halcones Rojos Veracruz   |
| 9      | Francisco Cruz | Halcones Rojos Veracruz   |
| 10     | Jordan Glynn   | Jefes Fuerza Lagunera     |
| 11     | Pedro Meza     | Halcones Xalapa           |
| 14     | P. J. Reyes    | Fuerza Regia de Monterrey |
| 15     | Rayes Gallegos | Jefes Fuerza Lagunera     |
| 24     | Gabriel Girón  | Fuerza Regia de Monterrey |
| 33     | Orlando Méndez | Halcones Xalapa           |
| 41     | Lance Allred   | Fuerza Regia de Monterrey |
| 55     | Adam Parada    | Halcones Xalapa           |

| Número | Jugador             | Equipo                        |
| ------ | ------------------- | ----------------------------- |
| 0      | Timothy Pickett     | Gigantes del Estado de México |
| 4      | Eugene Phelps       | Fuerza Regia de Monterrey     |
| 12     | Brandon Davis       | Gansos Salvajes de la UIC     |
| 16     | Carlos López        | Panteras de Aguascalientes    |
| 17     | Suleiman Braimoh    | Huracanes de Tampico          |
| 20     | Isaiah Wilkerson    | Titánicos de León             |
| 21     | Denis Clemente      | Pioneros de Quintana Roo      |
| 22     | Ricardo Meléndez    | Fuerza Regia de Monterrey     |
| 23     | Antoine Wright      | Halcones Xalapa               |
| 25     | Adrian Henning      | Halcones Xalapa               |
| 30     | Steffphon Pettigrew | Abejas de Guanajuato          |
| 32     | Zachary Graham      | Soles de Mexicali             |
| 33     | David Huertas       | Halcones Rojos Veracruz       |
| 35     | Jerome Habel        | Barreteros de Zacatecas       |
| 44     | Gregory Smith       | Correcaminos UAT Victoria     |

### Partido
| 8 de febrero, 16:00 | Mexicanos | 124–120              | Extranjeros                                                                                       | Monterrey, Nuevo León                                                                            |  |
|                     | Parciales: 34-27, 35-37, 30-32, 25-24                                                                           |                      |                                                                                                   |                                                                                                  |  |
|                     | Estadísticas Lance Collin Allred Mosier (25) Lance Collin Allred Mosier (11) Francisco Javier Cruz Saldívar (5) | Reporte Pts Reb Asts | Estadísticas Eugene Hasson Phelps (30) Suleiman Okhaifoede Braimoh (7) Timothy Lenard Pickett (5) | Pabellón: Gimnasio Nuevo León Unido Árbitros: Krishna Domínguez Hortencia Sánchez Alejandro Peña |  |

## Playoffs
|  | Cuartos de final            | Cuartos de final            | Cuartos de final            |          |   | Semifinales      | Semifinales      | Semifinales      |  |   | Final          | Final          | Final          |  |
|  | 28 de febrero - 12 de marzo | 28 de febrero - 12 de marzo | 28 de febrero - 12 de marzo |          |   | 19 - 28 de marzo | 19 - 28 de marzo | 19 - 28 de marzo |  |   | 1 - 7 de abril | 1 - 7 de abril | 1 - 7 de abril |  |
|  |                             |                             |                             |          |   |                  |                  |                  |  |   |                |                |                |  |
|  |                             |                             |                             |          |   |                  |                  |                  |  |   |                |                |                |  |
|  | 2                           | Pioneros                    | 4                           |          |   |                  |                  |                  |  |   |                |                |                |  |
|  | 2                           | Pioneros                    | 4                           |          |   |                  |                  |                  |  |   |                |                |                |  |
|  | 7                           | Jefes                       | 1                           |          |   |                  |                  |                  |  |   |                |                |                |  |
|  | 7                           | Jefes                       | 1                           |          | 2 | Pioneros         | 4                |                  |  |   |                |                |                |  |
|  |                             |                             |                             |          | 2 | Pioneros         | 4                |                  |  |   |                |                |                |  |
|  |                             |                             | 3                           | Halcones | 2 |                  |                  |                  |  |   |                |                |                |  |
|  | 3                           | Halcones                    | 3                           | Halcones | 2 | 4                |                  |                  |  |   |                |                |                |  |
|  | 3                           | Halcones                    |                             |          |   |                  |                  |                  |  |   |                |                |                |  |
|  | 6                           | Huracanes                   | 2                           |          |   |                  |                  |                  |  |   |                |                |                |  |
|  | 6                           | Huracanes                   | 2                           |          |   |                  |                  |                  |  | 2 | Pioneros       | 1              |                |  |
|  |                             |                             |                             |          |   |                  |                  |                  |  | 2 | Pioneros       | 1              |                |  |
|  |                             |                             | 4                           | Soles    | 4 |                  |                  |                  |  |   |                |                |                |  |
|  | 1                           | Halcones Rojos              | 4                           | Soles    | 4 | 4                |                  |                  |  |   |                |                |                |  |
|  | 1                           | Halcones Rojos              |                             |          |   |                  |                  |                  |  |   |                |                |                |  |
|  | 8                           | Gigantes                    | 2                           |          |   |                  |                  |                  |  |   |                |                |                |  |
|  | 8                           | Gigantes                    | 2                           |          | 1 | Halcones Rojos   | 2                |                  |  |   |                |                |                |  |
|  |                             |                             |                             |          | 1 | Halcones Rojos   | 2                |                  |  |   |                |                |                |  |
|  |                             |                             | 4                           | Soles    | 4 |                  |                  |                  |  |   |                |                |                |  |
|  | 4                           | Soles                       | 4                           | Soles    | 4 | 4                |                  |                  |  |   |                |                |                |  |
|  | 4                           | Soles                       |                             |          |   |                  |                  |                  |  |   |                |                |                |  |
|  | 5                           | Fuerza Regia                | 2                           |          |   |                  |                  |                  |  |   |                |                |                |  |
|  | 5                           | Fuerza Regia                | 2                           |          |   |                  |                  |                  |  |   |                |                |                |  |
|  |                             |                             |                             |          |   |                  |                  |                  |  |   |                |                |                |  |

### Cuartos de final

#### Halcones Rojos Veracruz vs. Gigantes del Estado de México
| 5 de marzo, 20:30 | Halcones Rojos Veracruz                                                                       | 73–70                | Gigantes del Estado de México                                                                  | Veracruz, Veracruz                                                                        |  |
|                   | Parciales: 12-9, 22-16, 27-21, 12-24                                                          |                      |                                                                                                |                                                                                           |  |
|                   | Estadísticas Devin Maurice Ebanks (25) José Israel Gutiérrez Zermeño (8) Terrell Holloway (5) | Reporte Pts Reb Asts | Estadísticas Timothy Lenard Pickett (24) Sean Roosevelt Carter (10) Timothy Lenard Pickett (5) | Pabellón: Auditorio "Benito Juárez" Árbitros: Rubén Méndez Luis Miranda Hortencia Sánchez |  |

| 6 de marzo, 20:30 | Halcones Rojos Veracruz                                                                  | 78–81                | Gigantes del Estado de México                                                                  | Veracruz, Veracruz                                                                      |  |
|                   | Parciales: 18-19, 18-26, 21-19, 21-17                                                    |                      |                                                                                                |                                                                                         |  |
|                   | Estadísticas Devin Maurice Ebanks (20) Devin Maurice Ebanks (6) Devin Maurice Ebanks (2) | Reporte Pts Reb Asts | Estadísticas Timothy Lenard Pickett (27) Edgar Garibay Padilla (10) Timothy Lenard Pickett (5) | Pabellón: Auditorio "Benito Juárez" Árbitros: Robinson Aracena Rafael Rodea Aldo Urbano |  |

| 8 de marzo, 19:30 | Gigantes del Estado de México                                                            | 77–101               | Halcones Rojos Veracruz                                                                        | Toluca, Estado de México                                                                      |  |
|                   | Parciales: 21-34, 17-17, 21-28, 18-22                                                    |                      |                                                                                                |                                                                                               |  |
|                   | Estadísticas Timothy Lenard Pickett (28) Timothy Lenard Pickett (6) Abdul Haiy Mills (3) | Reporte Pts Reb Asts | Estadísticas Terrell Holloway (20) Devin Maurice Ebanks (5) Francisco Javier Cruz Saldívar (4) | Pabellón: Gimnasio Juan Fernández Albarrán Árbitros: Roberto Mota Armando Ramos Rafael Molina |  |

| 9 de marzo, 19:30 | Gigantes del Estado de México                                                               | 86–75                | Halcones Rojos Veracruz                                                                            | Toluca, Estado de México                                                                      |  |
|                   | Parciales: 10-20, 20-13, 24-23, 32-19                                                       |                      | |                                                                                               |  |
|                   | Estadísticas John Lee Millsap Jr. (18) Edgar Garibay Padilla (7) Timothy Lenard Pickett (8) | Reporte Pts Reb Asts | Estadísticas Devin Maurice Ebanks (16) Devin Maurice Ebanks (5) Francisco Javier Cruz Saldívar (5) | Pabellón: Gimnasio Juan Fernández Albarrán Árbitros: Raúl García Lucio Salazar Enrique Franco |  |

| 10 de marzo, 19:30 | Gigantes del Estado de México                                                            | 79–91                | Halcones Rojos Veracruz                                                                    | Toluca, Estado de México                                                                      |  |
|                    | Parciales: 25-23, 20-21, 17-22, 17-25                                                    |                      |                                                                                            |                                                                                               |  |
|                    | Estadísticas John Lee Millsap Jr. (36) John Lee Millsap Jr. (9) John Lee Millsap Jr. (5) | Reporte Pts Reb Asts | Estadísticas Devin Maurice Ebanks (25) David Huertas Solivan (5) David Huertas Solivan (5) | Pabellón: Gimnasio Juan Fernández Albarrán Árbitros: Roberto Mota Jorge Martínez Rafael Rodea |  |

| 12 de marzo, 20:30 | Halcones Rojos Veracruz                                                                            | 84–75                | Gigantes del Estado de México                                                               | Veracruz, Veracruz                                                                       |  |
|                    | Parciales: 19-18, 23-14, 19-16, 23-27                                                              |                      |                                                                                             |                                                                                          |  |
|                    | Estadísticas Devin Maurice Ebanks (18) Devin Maurice Ebanks (8) Francisco Javier Cruz Saldívar (4) | Reporte Pts Reb Asts | Estadísticas Timothy Lenard Pickett (27) Sean Roosevelt Carter (8) John Lee Millsap Jr. (4) | Pabellón: Auditorio "Benito Juárez" Árbitros: Robinson Aracena Lucio Salazar Aldo Urbano |  |

#### Pioneros de Quintana Roo vs. Jefes Fuerza Lagunera
| 28 de febrero, 20:30 | Pioneros de Quintana Roo                                                                        | 86–75                | Jefes Fuerza Lagunera                                                                                         | Cancún, Quintana Roo                                                                      |  |
|                      | Parciales: 15-19, 27-25, 20-17, 24-14                                                           |                      | |                                                                                           |  |
|                      | Estadísticas Romel Roberto Beck Castro (32) Justin Keenan (8) Brody Jensen Angley Manjarres (8) | Reporte Pts Reb Asts | Estadísticas Cleveland Hubert Melvin III (25) Cleveland Hubert Melvin III (9) Cleveland Hubert Melvin III (3) | Pabellón: Poliforum Benito Juárez Árbitros: Jorge Martínez Krishna Domínguez Marco Zetina |  |

| 1 de marzo, 20:30 | Pioneros de Quintana Roo                                                                                                   | 107–86               | Jefes Fuerza Lagunera                                                                                 | Cancún, Quintana Roo                                                                     |  |
|                   | Parciales: 33-19, 19-21, 33-20, 22-26                                                                                      |                      | |                                                                                          |  |
|                   | Estadísticas Héctor Humberto Hernández Gallegos (27) Héctor Humberto Hernández Gallegos (9) Shane Dominique Southwell (11) | Reporte Pts Reb Asts | Estadísticas Cleveland Hubert Melvin III (22) Cleveland Hubert Melvin III (8) Rayes Tony Gallegos (6) | Pabellón: Poliforum Benito Juárez Árbitros: Raúl García Jorge Martínez Krishna Domínguez |  |

| 3 de marzo, 20:00 | Jefes Fuerza Lagunera                                                                                    | 78–86                | Pioneros de Quintana Roo | Torreón, Coahuila                                                                            |  |
|                   | Parciales: 17-22, 18-16, 20-27, 23-21                                                                    |                      | |                                                                                              |  |
|                   | Estadísticas Cleveland Hubert Melvin III (27) Jordan Nicholas Glynn Ramírez (10) Rayes Tony Gallegos (2) | Reporte Pts Reb Asts | Estadísticas Héctor Humberto Hernández Gallegos (27) Héctor Humberto Hernández Gallegos (8) Brody Jensen Angley Manjarres (5) | Pabellón: Auditorio Municipal de Torreón Árbitros: Roberto Mota Bruce Palacios Rodolfo Bravo |  |

| 4 de marzo, 20:00 | Jefes Fuerza Lagunera                                                                               | 108–96               | Pioneros de Quintana Roo | Torreón, Coahuila                                                |  |
|                   | Parciales: 19-27, 18-21, 31-25, 40-23                                                               |                      | |                                                                  |  |
|                   | Estadísticas Rayes Tony Gallegos (26) Jordan Nicholas Glynn Ramírez (14) Brandon James Monteiro (6) | Reporte Pts Reb Asts | Estadísticas Héctor Humberto Hernández Gallegos (22) Héctor Humberto Hernández Gallegos (9) Brody Jensen Angley Manjarres (4) | Pabellón: Auditorio Municipal de Torreón Árbitros: No reportados |  |

| 5 de marzo, 20:00 | Jefes Fuerza Lagunera                                                                                 | 71–96                | Pioneros de Quintana Roo | Torreón, Coahuila                                                |  |
|                   | Parciales: 17-21, 15-20, 22-28, 17-27                                                                 |                      | |                                                                  |  |
|                   | Estadísticas Cleveland Hubert Melvin III (22) Cleveland Hubert Melvin III (9) Rayes Tony Gallegos (2) | Reporte Pts Reb Asts | Estadísticas Héctor Humberto Hernández Gallegos (24) Héctor Humberto Hernández Gallegos (6) Brody Jensen Angley Manjarres (5) | Pabellón: Auditorio Municipal de Torreón Árbitros: No reportados |  |

#### Halcones Xalapa vs. Huracanes de Tampico
| 28 de febrero, 19:00 | Halcones Xalapa                                                                                          | 110–83               | Huracanes de Tampico                                                                                  | Xalapa, Veracruz                                                                    |  |
|                      | Parciales: 25-20, 22-13, 30-25, 33-25                                                                    |                      | |                                                                                     |  |
|                      | Estadísticas Samuel David Young III (29) Adam Oswald Parada de los Reyes (8) Antoine Domonick Wright (7) | Reporte Pts Reb Asts | Estadísticas Ollie Lonzo Bailey (18) Suleiman Okhaifoede Braimoh (6) Luis Armando Pulido Vizcaíno (4) | Pabellón: Gimnasio de la USBI Árbitros: Rafael Rodea Gabriel Ramírez Andrés Sánchez |  |

| 1 de marzo, 19:00 | Halcones Xalapa                                                                                              | 108–100              | Huracanes de Tampico                                                                     | Xalapa, Veracruz                                                                 |  |
|                   | Parciales: 29-15, 27-27, 21-26, 31-32                                                                        |                      |                                                                                          |                                                                                  |  |
|                   | Estadísticas Samuel David Young III (29) Adam Oswald Parada de los Reyes (9) Orlando Homer Méndez Valdez (7) | Reporte Pts Reb Asts | Estadísticas Ollie Lonzo Bailey (27) Ollie Lonzo Bailey (11) Clifton Lyonell Tucker (11) | Pabellón: Gimnasio de la USBI Árbitros: Rubén Méndez Lucio Salazar Luis Martínez |  |

| 3 de marzo, 19:45 | Huracanes de Tampico                                                                    | 84–83                | Halcones Xalapa                                                                                | Tampico, Tamaulipas                                                                   |  |
|                   | Parciales: 22-12, 23-18, 19-26, 20-27                                                   |                      |                                                                                                |                                                                                       |  |
|                   | Estadísticas Ollie Lonzo Bailey (25) Ollie Lonzo Bailey (11) Clifton Lyonell Tucker (5) | Reporte Pts Reb Asts | Estadísticas Samuel David Young III (33) Samuel David Young III (7) Samuel David Young III (4) | Pabellón: Expo Tampico Árbitros: Robinson Aracena Krishna Domínguez Hortencia Sánchez |  |

| 4 de marzo, 19:45 | Huracanes de Tampico                                                                        | 79–75                | Halcones Xalapa | Tampico, Tamaulipas                                                         |  |
|                   | Parciales: 16-21, 14-14, 21-23, 28-17                                                       |                      | |                                                                             |  |
|                   | Estadísticas Ollie Lonzo Bailey (27) Ollie Lonzo Bailey (7) Suleiman Okhaifoede Braimoh (5) | Reporte Pts Reb Asts | Estadísticas Adam Oswald Parada de los Reyes (22) Adam Oswald Parada de los Reyes (14) Antoine Domonick Wright (7) | Pabellón: Expo Tampico Árbitros: Robinson Aracena Rafael Rodea Luis Miranda |  |

| 5 de marzo, 19:45 | Huracanes de Tampico                                                                             | 75–85                | Halcones Xalapa                                                                                | Tampico, Tamaulipas                                                                |  |
|                   | Parciales: 24-25, 8-14, 22-30, 21-16                                                             |                      |                                                                                                |                                                                                    |  |
|                   | Estadísticas Ollie Lonzo Bailey (24) Suleiman Okhaifoede Braimoh (10) Clifton Lyonell Tucker (6) | Reporte Pts Reb Asts | Estadísticas Samuel David Young III (24) Adrian Terrell Henning (11) Jovan Harris González (3) | Pabellón: Expo Tampico Árbitros: Robinson Aracena Jorge Martínez Krishna Domínguez |  |

| 7 de marzo, 19:00 | Halcones Xalapa                                                                                          | 114–78               | Huracanes de Tampico                                                                   | Xalapa, Veracruz                                                                   |  |
|                   | Parciales: 27-23, 30-22, 31-16, 26-17                                                                    |                      |                                                                                        |                                                                                    |  |
|                   | Estadísticas Samuel David Young III (25) Adam Oswald Parada de los Reyes (11) Adrian Terrell Henning (7) | Reporte Pts Reb Asts | Estadísticas Ollie Lonzo Bailey (30) Ollie Lonzo Bailey (6) Clifton Lyonell Tucker (5) | Pabellón: Gimnasio de la USBI Árbitros: Raúl García Gabriel Ramírez Vicente Torres |  |

#### Soles de Mexicali vs. Fuerza Regia de Monterrey
| 28 de febrero, 20:30 | Soles de Mexicali                                                                                | 83–78                | Fuerza Regia de Monterrey                                                                 | Mexicali, Baja California                                                            |  |
|                      | Parciales: 20-25, 19-16, 16-13, 28-24                                                            |                      |                                                                                           |                                                                                      |  |
|                      | Estadísticas Zachary Darnell Graham (25) Nigel E Wyatte (10) Alejandro Daniel Pérez Kauffman (4) | Reporte Pts Reb Asts | Estadísticas Eugene Hasson Phelps (33) Eugene Hasson Phelps (13) Mike Rerome Mitchell (6) | Pabellón: Auditorio del Estado Árbitros: José Ayala Alberto Achutegui Alejandro Peña |  |

| 1 de marzo, 18:30 | Soles de Mexicali                                                                               | 93–79                | Fuerza Regia de Monterrey                                                                  | Mexicali, Baja California                                                       |  |
|                   | Parciales: 20-14, 13-23, 34-12, 26-30                                                           |                      |                                                                                            |                                                                                 |  |
|                   | Estadísticas Zachary Darnell Graham (24) Román Eduardo Martínez (11) Román Eduardo Martínez (4) | Reporte Pts Reb Asts | Estadísticas Eugene Hasson Phelps (18) Eugene Hasson Phelps (9) Michael Vincent Hunter (2) | Pabellón: Auditorio del Estado Árbitros: Roberto Mota José Ayala Alejandro Peña |  |

| 3 de marzo, 20:00 | Fuerza Regia de Monterrey                                                                 | 80–81                | Soles de Mexicali                                                                                                | Monterrey, Nuevo León                                                                |  |
|                   | Parciales: 18-12, 25-21, 20-28, 17-20                                                     |                      | |                                                                                      |  |
|                   | Estadísticas Eugene Hasson Phelps (26) Eugene Hasson Phelps (15) Eugene Hasson Phelps (5) | Reporte Pts Reb Asts | Estadísticas Matthew Osei Bryan-Amaning (24) Matthew Osei Bryan-Amaning (11) Alejandro Daniel Pérez Kauffman (5) | Pabellón: Gimnasio Nuevo León Unido Árbitros: Raúl García Lucio Salazar Rafael Rodea |  |

| 4 de marzo, 20:00 | Fuerza Regia de Monterrey                                                                         | 95–76                | Soles de Mexicali                                                                                   | Monterrey, Nuevo León                                                                  |  |
|                   | Parciales: 27-21, 23-19, 30-20, 15-16                                                             |                      | |                                                                                        |  |
|                   | Estadísticas Lance Collin Allred Mosier (31) Eugene Hasson Phelps (13) Michael Vincent Hunter (5) | Reporte Pts Reb Asts | Estadísticas Matthew Osei Bryan-Amaning (20) Nigel E Wyatte (5) Alejandro Daniel Pérez Kauffman (3) | Pabellón: Gimnasio Nuevo León Unido Árbitros: Raúl García Jorge Martínez Rodolfo Bravo |  |

| 5 de marzo, 20:00 | Fuerza Regia de Monterrey                                                                 | 82–71                | Soles de Mexicali                                                                                        | Monterrey, Nuevo León                                       |  |
|                   | Parciales: 21-15, 15-15, 23-22, 23-19                                                     |                      | |                                                             |  |
|                   | Estadísticas Eugene Hasson Phelps (24) Eugene Hasson Phelps (11) Eugene Hasson Phelps (5) | Reporte Pts Reb Asts | Estadísticas Zachary Darnell Graham (18) Román Eduardo Martínez (12) Alejandro Daniel Pérez Kauffman (4) | Pabellón: Gimnasio Nuevo León Unido Árbitros: No reportados |  |

| 9 de marzo, 20:30 | Soles de Mexicali                                                                                               | 88–84                | Fuerza Regia de Monterrey                                                                | Mexicali, Baja California                                                               |  |
|                   | Parciales: 24-22, 17-18, 27-22, 20-22                                                                           |                      |                                                                                          |                                                                                         |  |
|                   | Estadísticas Matthew Osei Bryan-Amaning (26) Matthew Osei Bryan-Amaning (8) Alejandro Daniel Pérez Kauffman (6) | Reporte Pts Reb Asts | Estadísticas Eugene Hasson Phelps (40) Eugene Hasson Phelps (9) Eugene Hasson Phelps (5) | Pabellón: Auditorio del Estado Árbitros: Robinson Aracena Gabriel Ramírez Omar Bermúdez |  |

### Semifinales

#### Halcones Rojos Veracruz vs. Soles de Mexicali
| 19 de marzo, 20:30 | Halcones Rojos Veracruz                                                                            | 90–68                | Soles de Mexicali                                                                                                | Veracruz, Veracruz                                                                          |  |
|                    | Parciales: 17-15, 23-11, 23-27, 27-15                                                              |                      | |                                                                                             |  |
|                    | Estadísticas David Huertas Solivan (19) Marco Antonio Ramos Esquivel (7) David Huertas Solivan (3) | Reporte Pts Reb Asts | Estadísticas Matthew Osei Bryan-Amaning (26) Matthew Osei Bryan-Amaning (10) Alejandro Daniel Pérez Kauffman (4) | Pabellón: Auditorio "Benito Juárez" Árbitros: Robinson Aracena Lucio Salazar Andrés Sánchez |  |

| 20 de marzo, 20:30 | Halcones Rojos Veracruz                                                               | 84–88                | Soles de Mexicali                                                                                         | Veracruz, Veracruz                                                                          |  |
|                    | Parciales: 22-19, 22-22, 20-20, 20-27                                                 |                      | |                                                                                             |  |
|                    | Estadísticas Terrell Holloway (23) Devin Maurice Ebanks (6) David Huertas Solivan (4) | Reporte Pts Reb Asts | Estadísticas Zachary Darnell Graham (23) Matthew Osei Bryan-Amaning (12) Justin Claire Griffin Méndez (2) | Pabellón: Auditorio "Benito Juárez" Árbitros: Robinson Aracena Rafael Rodea Gabriel Ramírez |  |

| 23 de marzo, 20:30 | Soles de Mexicali                                                                                           | 100–76               | Halcones Rojos Veracruz                                                                                      | Mexicali, Baja California                                                       |  |
|                    | Parciales: 25-25, 23-10, 26-25, 26-16                                                                       |                      | |                                                                                 |  |
|                    | Estadísticas Zachary Darnell Graham (26) Matthew Osei Bryan-Amaning (7) Alejandro Daniel Pérez Kauffman (8) | Reporte Pts Reb Asts | Estadísticas Rodrigo Adrián Zamora Fernández (20) Marco Antonio Ramos Esquivel (5) David Huertas Solivan (3) | Pabellón: Auditorio del Estado Árbitros: Raúl García Roberto Mota Carlos Morgan |  |

| 24 de marzo, 20:30 | Soles de Mexicali                                                                                                | 99–92                | Halcones Rojos Veracruz                                                               | Mexicali, Baja California                                                           |  |
|                    | Parciales: 9-25, 32-28, 26-16, 32-23                                                                             |                      |                                                                                       |                                                                                     |  |
|                    | Estadísticas Matthew Osei Bryan-Amaning (21) Matthew Osei Bryan-Amaning (7) Alejandro Daniel Pérez Kauffman (10) | Reporte Pts Reb Asts | Estadísticas Devin Maurice Ebanks (25) Terrell Holloway (6) David Huertas Solivan (4) | Pabellón: Auditorio del Estado Árbitros: Raúl García Roberto Mota Alberto Achutegui |  |

| 25 de marzo, 20:30 | Soles de Mexicali                                                                                                 | 79–90                | Halcones Rojos Veracruz                                                                              | Mexicali, Baja California                                                       |  |
|                    | Parciales: 21-30, 15-21, 28-20, 15-19                                                                             |                      | |                                                                                 |  |
|                    | Estadísticas Justin Claire Griffin Méndez (15) Matthew Osei Bryan-Amaning (7) Alejandro Daniel Pérez Kauffman (5) | Reporte Pts Reb Asts | Estadísticas Francisco Javier Cruz Saldívar (26) Devin Maurice Ebanks (11) David Huertas Solivan (5) | Pabellón: Auditorio del Estado Árbitros: Raúl García Roberto Mota Omar Bermúdez |  |

| 28 de marzo, 19:00 | Halcones Rojos Veracruz                                                                        | 78–87                | Soles de Mexicali                                                                                           | Veracruz, Veracruz                                                                             |  |
|                    | Parciales: 18-28, 15-20, 19-23, 26-16                                                          |                      | |                                                                                                |  |
|                    | Estadísticas David Huertas Solivan (18) José Israel Gutiérrez Zermeño (8) Terrell Holloway (4) | Reporte Pts Reb Asts | Estadísticas Alejandro Daniel Pérez Kauffman (30) Román Eduardo Martínez (6) Matthew Osei Bryan-Amaning (3) | Pabellón: Auditorio "Benito Juárez" Árbitros: Robinson Aracena Lucio Salazar Hortencia Sánchez |  |

#### Pioneros de Quintana Roo vs. Halcones Xalapa
| 19 de marzo, 20:30 | Pioneros de Quintana Roo                                                                              | 86–90                | Halcones Xalapa                                                                                | Cancún, Quintana Roo                                                                |  |
|                    | Parciales: 14-22, 25-17, 28-27, 19-24                                                                 |                      |                                                                                                |                                                                                     |  |
|                    | Estadísticas Shane Dominique Southwell (21) Héctor Humberto Hernández Gallegos (8) Denis Clemente (7) | Reporte Pts Reb Asts | Estadísticas Samuel David Young III (28) Samuel David Young III (6) Pedro David Meza Rogel (5) | Pabellón: Poliforum Benito Juárez Árbitros: Raúl García Roberto Mota Jorge Martínez |  |

| 20 de marzo, 20:30 | Pioneros de Quintana Roo                                                             | 73–64                | Halcones Xalapa                                                                           | Cancún, Quintana Roo                                                                |  |
|                    | Parciales: 9-18, 25-16, 20-10, 19-20                                                 |                      |                                                                                           |                                                                                     |  |
|                    | Estadísticas Justin Keenan (22) Justin Keenan (13) Brody Jensen Angley Manjarres (6) | Reporte Pts Reb Asts | Estadísticas Samuel David Young III (22) Samuel David Young III (9) Noé Alonzo Chávez (2) | Pabellón: Poliforum Benito Juárez Árbitros: Raúl García Roberto Mota Jorge Martínez |  |

| 23 de marzo, 20:00 | Halcones Xalapa                                                                           | 64–97                | Pioneros de Quintana Roo | Xalapa, Veracruz                                                                     |  |
|                    | Parciales: 9-22, 16-31, 21-19, 18-25                                                      |                      | |                                                                                      |  |
|                    | Estadísticas Samuel David Young III (14) Adrian Terrell Henning (7) Noé Alonzo Chávez (4) | Reporte Pts Reb Asts | Estadísticas Héctor Humberto Hernández Gallegos (22) Héctor Humberto Hernández Gallegos (10) Brody Jensen Angley Manjarres (6) | Pabellón: Gimnasio de la USBI Árbitros: Robinson Aracena Rubén Méndez Andrés Sánchez |  |

| 24 de marzo, 20:00 | Halcones Xalapa                                                                                         | 69–71                | Pioneros de Quintana Roo                                                                                 | Xalapa, Veracruz                                                                     |  |
|                    | Parciales: 24-17, 15-22, 13-13, 17-19                                                                   |                      | |                                                                                      |  |
|                    | Estadísticas Samuel David Young III (20) Adam Oswald Parada de los Reyes (15) Jovan Harris González (4) | Reporte Pts Reb Asts | Estadísticas Justin Keenan (21) Héctor Humberto Hernández Gallegos (9) Brody Jensen Angley Manjarres (7) | Pabellón: Gimnasio de la USBI Árbitros: Robinson Aracena Rafael Rodea Vicente Torres |  |

| 25 de marzo, 20:00 | Halcones Xalapa                                                                                | 84–75                | Pioneros de Quintana Roo                                                                       | Xalapa, Veracruz                                                                   |  |
|                    | Parciales: 28-18, 20-21, 26-14, 10-22                                                          |                      |                                                                                                |                                                                                    |  |
|                    | Estadísticas Adrian Terrell Henning (20) Samuel David Young III (7) Pedro David Meza Rogel (5) | Reporte Pts Reb Asts | Estadísticas Stephen Gilbert Soriano Hyatt (13) Jesús Hiram López López (8) Denis Clemente (6) | Pabellón: Gimnasio de la USBI Árbitros: Robinson Aracena Lucio Salazar Aldo Urbano |  |

| 28 de marzo, 20:30 | Pioneros de Quintana Roo                                                                                 | 91–79                | Halcones Xalapa                                                                                | Cancún, Quintana Roo                                                                |  |
|                    | Parciales: 24-20, 21-20, 23-16, 23-23                                                                    |                      |                                                                                                |                                                                                     |  |
|                    | Estadísticas Justin Keenan (19) Héctor Humberto Hernández Gallegos (8) Brody Jensen Angley Manjarres (7) | Reporte Pts Reb Asts | Estadísticas Samuel David Young III (25) Samuel David Young III (8) Samuel David Young III (3) | Pabellón: Poliforum Benito Juárez Árbitros: Raúl García Roberto Mota Jorge Martínez |  |

### Final

#### Pioneros de Quintana Roo vs. Soles de Mexicali
| 1 de abril, 20:30 | Pioneros de Quintana Roo                                                                                 | 70–85                | Soles de Mexicali                                                                                                | Cancún, Quintana Roo                                                                |  |
|                   | Parciales: 13-18, 18-24, 24-19, 15-24                                                                    |                      | |                                                                                     |  |
|                   | Estadísticas Justin Keenan (21) Héctor Humberto Hernández Gallegos (9) Brody Jensen Angley Manjarres (5) | Reporte Pts Reb Asts | Estadísticas Matthew Osei Bryan-Amaning (25) Matthew Osei Bryan-Amaning (11) Alejandro Daniel Pérez Kauffman (7) | Pabellón: Poliforum Benito Juárez Árbitros: Raúl García Roberto Mota Jorge Martínez |  |

| 2 de abril, 20:30 | Pioneros de Quintana Roo                                                            | 80–81                | Soles de Mexicali                                                                                      | Cancún, Quintana Roo                                                                    |  |
|                   | Parciales: 18-19, 21-20, 17-22, 24-20                                               |                      | |                                                                                         |  |
|                   | Estadísticas Justin Keenan (24) Justin Keenan (9) Brody Jensen Angley Manjarres (9) | Reporte Pts Reb Asts | Estadísticas Matthew Osei Bryan-Amaning (26) Matthew Osei Bryan-Amaning (7) Zachary Darnell Graham (4) | Pabellón: Poliforum Benito Juárez Árbitros: Robinson Aracena Raúl García Jorge Martínez |  |

| 5 de abril, 18:30 | Soles de Mexicali                                                                                          | 74–79                | Pioneros de Quintana Roo                                                             | Mexicali, Baja California                                                            |  |
|                   | Parciales: 19-19, 17-21, 15-22, 23-17                                                                      |                      |                                                                                      |                                                                                      |  |
|                   | Estadísticas Joseph Rubén Soto Rivera (16) Santiago Ibarra Aguirre (5) Alejandro Daniel Pérez Kauffman (3) | Reporte Pts Reb Asts | Estadísticas Justin Keenan (21) Justin Keenan (10) Brody Jensen Angley Manjarres (6) | Pabellón: Auditorio del Estado Árbitros: Robinson Aracena Roberto Mota Omar Bermúdez |  |

| 6 de abril, 20:30 | Soles de Mexicali                                                                                           | 91–83                | Pioneros de Quintana Roo                                                                                 | Mexicali, Baja California                                                      |  |
|                   | Parciales: 24-21, 22-19, 26-21, 19-22                                                                       |                      | |                                                                                |  |
|                   | Estadísticas Zachary Darnell Graham (27) Matthew Osei Bryan-Amaning (8) Alejandro Daniel Pérez Kauffman (9) | Reporte Pts Reb Asts | Estadísticas Justin Keenan (26) Héctor Humberto Hernández Gallegos (7) Brody Jensen Angley Manjarres (5) | Pabellón: Auditorio del Estado Árbitros: Raúl García Roberto Mota Rafael Rodea |  |

| 7 de abril, 20:30 | Soles de Mexicali                                                                                           | 80–77                | Pioneros de Quintana Roo | Mexicali, Baja California                                                           |  |
|                   | Parciales: 21-20, 20-23, 22-25, 17-9                                                                        |                      | |                                                                                     |  |
|                   | Estadísticas Matthew Osei Bryan-Amaning (18) Zachary Darnell Graham (8) Alejandro Daniel Pérez Kauffman (7) | Reporte Pts Reb Asts | Estadísticas Héctor Humberto Hernández Gallegos (15) Héctor Humberto Hernández Gallegos (14) Stephen Gilbert Soriano Hyatt (5) | Pabellón: Auditorio del Estado Árbitros: Robinson Aracena Raúl García Lucio Salazar |  |

## Líderes individuales
| Categoría         | Jugador                                     | Equipo                                         | Marca | Promedio  | %     |
| ----------------- | ------------------------------------------- | ---------------------------------------------- | ----- | --------- | ----- |
| Créditos          | Eugene Hasson Phelps                        | Fuerza Regia de Monterrey                      | 959   | 25.24     | *     |
| Puntos            | Steffphon Wuantez Pettigrew                 | Abejas de Guanajuato                           | 832   | 22.49     | *     |
| Rebotes           | Eugene Hasson Phelps                        | Fuerza Regia de Monterrey                      | 369   | 9.71      | *     |
| Asistencias       | Glenn Keith Stokes Hernández                | Titánicos de León                              | 229   | 5.73      | *     |
| Tiros de 2        | Eugene Hasson Phelps                        | Fuerza Regia de Monterrey                      | 300   | 7.89      | 0.587 |
| Tiros de 3        | Brandon Rashad Davis                        | Gansos Salvajes de la UIC                      | 118   | 3.11      | 0.356 |
| Tiros Libres      | Harrison Mackenzie Smith                    | Gansos Salvajes de la UIC                      | 200   | 5.26      | 0.722 |
| Minutos           | Steffphon Wuantez Pettigrew                 | Abejas de Guanajuato                           | 1,384 | 37.41     | *     |
| Faltas Cometidas  | Isaiah Wilkerson                            | Titánicos de León                              | 126   | 3.15      | *     |
| Faltas Recibidas  | Eugene Hasson Phelps                        | Fuerza Regia de Monterrey                      | 220   | 5.79      | *     |
| Robos de Balón    | Clifton Lyonell Tucker Brandon Rashad Davis | Huracanes de Tampico Gansos Salvajes de la UIC | 64    | 1.73 1.68 | *     |
| Pérdidas de balón | Suleiman Okhaifoede Braimoh                 | Huracanes de Tampico                           | 123   | 3.15      | *     |
| Tapones           | Jerome Anthony Habel                        | Barreteros de Zacatecas                        | 68    | 1.89      | *     |

## Designaciones
A continuación se muestran las designaciones a los mejores jugadores de la temporada 2014-2015.
| Designación                     | Ganador                         | Equipo                   |
| ------------------------------- | ------------------------------- | ------------------------ |
| Jugador del año                 | Matthew Osei Bryan-Amaning      | Soles de Mexicali        |
| Guardia del año                 | Zachary Darnell Graham          | Soles de Mexicali        |
| Delantero del año               | Matthew Osei Bryan-Amaning      | Soles de Mexicali        |
| Centro del año                  | Justin Keenan                   | Pioneros de Quintana Roo |
| Jugador nacional del año        | Adam Oswald Parada de los Reyes | Halcones Xalapa          |
| Jugador importado del año       | Matthew Osei Bryan-Amaning      | Soles de Mexicali        |
| Jugador más valioso de la final | Román Eduardo Martínez          | Soles de Mexicali        |
| Entrenador del año              | Iván Eduardo Déniz O"Donnell    | Soles de Mexicali        |

## Equipo ideal
A continuación se muestra al equipo ideal de la temporada 2014-2015.
| Posición  | Jugador                         | Equipo                   |
| --------- | ------------------------------- | ------------------------ |
| Base      | Alejandro Daniel Pérez Kauffman | Soles de Mexicali        |
| Escolta   | Zachary Darnell Graham          | Soles de Mexicali        |
| Alero     | Devin Maurice Ebanks            | Halcones Rojos Veracruz  |
| Ala-pívot | Matthew Osei Bryan-Amaning      | Soles de Mexicali        |
| Pívot     | Justin Keenan                   | Pioneros de Quintana Roo |